# Каполона
Каполона (итал. Capolona) — коммуна в Италии, расположена в области Тоскана, в провинции Ареццо.
Население коммуны составляет 5285 человек (2008 г.), плотность населения составляет 112 чел./км². Занимает площадь 47 км². Почтовый индекс — 52010. Телефонный код — 0575.
В коммуне 8 сентября особо празднуется Рождество Пресвятой Богородицы.

## Демография
Динамика населения:

## Администрация коммуны
- Официальный сайт: http://www.comune.capolona.ar.it/